# Paul Migy
Paul Migy (* 14. September 1814 in Pruntrut; † 1. April 1879 in Bern, heimatberechtigt in Saint-Ursanne und Pruntrut) war ein Schweizer Politiker.

## Biografie
Migy besuchte das Kollegium in Pruntrut, studierte danach Rechtswissenschaften an den Universitäten von Bern und Wien und erlangte 1839 das Fürsprecherpatent. Er arbeitete dann auch als Fürsprecher von 1841 bis 1844 und von 1852 bis 1854 in Courtelary und von 1870 bis 1875 in Pruntrut. Von 1846 bis 1850 und von 1875 bis 1879 war er als Oberrichter und von 1851 bis 1852 als Generalprokurator der Schweizerischen Eidgenossenschaft (heutige Bezeichnung Bundesanwalt der Schweizerischen Eidgenossenschaft) tätig.
Paul Migy politisierte als radikaler Grossrat im Kanton Bern von 1845 bis 1846 und war im Jahre 1846 Verfassungsratsmitglied. Über fünfzehn Jahre lang, von 1854 bis 1870, stand er als Regierungsrat der Justiz- und Kirchendirektion des Kantons Bern vor. Im Jahre 1848 wurde Migy von der Berner Bevölkerung in den Ständerat gewählt und hatte dort bis 1851 Einsitz. In seinem letzten Amtsjahr war er zudem Ständeratspräsident. Drei Jahre später, genauer bei den Parlamentswahlen 1854, wurde er in den Nationalrat, dem er bis 1878 angehörte. Er war Nationalratspräsident im Amtsjahr 1857.
Ferner war Migy Verwaltungsratspräsident der Berner Kantonalbank.